# 川流不熄
《川流不熄》（A Summer Trip）是一部由冯钶予执导的中国电影，杨新鸣、胡昌霖和涂松岩主演，2023年5月26日在中国上映。

## 剧情
故事发生在2008年北京奥运会前夕，讲述老战友去世后，退伍老兵张大川为参加葬礼，与孙子小松展开一趟有趣的旅程。

## 角色
| 演員   | 角色   | 介紹         |
| 杨新鸣 | 张大川 | 退伍老兵     |
| 胡昌霖 | 张小松 | 孙子         |
| 涂松岩 |        | 爸爸         |
| 杨童舒 |        | 妈妈         |
| 代乐乐 |        | 姑姑         |
| 巩峥   | 明伟   | 姑父         |
| 何赛飞 | 小杨   | 外婆         |
| 林永健 |        | 战友之子     |
| 毕克辰 |        | 吃包子的路人 |

## 创作
导演冯钶予对片名给予解释：“这是一部关于中式家庭亲情的话题电影，影片名字中的“熄”也正是贴合了这一点。“熄”代表了个人的梦想和家人的情感，像影片背景时代中的奥运圣火一般，永不熄灭。这些复杂、交织的情感有如细水长流、源源不断，注入我们的人生长河之中。”

## 歌曲
2023年5月15日，电影推广曲《慢慢》发布，由日本音乐大师久石让作曲，刘德华填词并演唱。

## 发行
2021年3月13日在大阪亚洲电影节上首映。2023年5月展开全国超前观影活动。

## 相关电影
- 1999年北野武导演的日本电影《菊次郎之夏》